# Seiwa
Keizer Seiwa (清和天皇, Seiwa-tennō) (25 maart 850 — 4 december 880) was de 56e keizer van Japan volgens de traditionele volgorde. Hij regeerde van de 27e dag van de 8e maand van Ten'an 2 (858) tot de 29e dag van de 11e maand van Jōgan 18 (876)

## Genealogie
Seiwa was de vierde zoon van keizer Montoku en diens keizerin Fujiwara no Akirakeiko (明子). Zijn persoonlijke naam (imina) was Korehito Shinnō (惟仁親王). Hij stond tevens bekend als Mizunoo-no-mikado. Seiwa was tevens de jongere halfbroer van prins Koretaka (惟喬親王) (844-897)

## Leven
Oorspronkelijk was zijn broer Koretaka de kroonprins, maar dankzij zijn grootvader Fujiwara no Yoshifusa verkreeg Seiwa deze positie. Keizer Montoku stierf toen Seiwa zelf nog maar acht jaar oud was. Seiwa werd zodoende op zijn achtste al keizer, maar de ware macht aan het hof lag bij Fujiwara no Yoshifusa, die vanwege de jonge leeftijd van Seiwa tot zijn regent werd benoemd.
In 876 deed Seiwa troonsafstand ten gunste van zijn zoon, Yōzei. In 878 werd Seiwa een boeddhistische priester onder de nieuwe naam Soshin. Seiwa stierf op 30-jarige leeftijd.
Seiwa’s regeerperiode valt binnen twee periodes van de Japanse geschiedenis:
- Ten'an (857-859)
- Jōgan (859-877)

* Regent Jingu staat niet op de traditionele lijst.